# TV Globo Internacional
«Гло́бу Интернасьонал» (порт. TV Globo Internacional) (также известный как акроним TVGI или Globo) является бразильским международным телеканалом, транслируется 24 часа через спутник и кабель с цифровыми параметрами, все на португальском. Его целевая аудитория составляет около 5,5 миллионов человек, включая бразильцев, португальцев и прочих лузофонов. В настоящее время доступно около 500 000 подписчиков премиум-класса по всему миру.

## Программы канала
TV Globo Internacional предлагает более четырех тысяч часов развлечений в день, включая мыльные оперы, сериалы, мини-сериалы, музыкальные фестивали, юмористические программы, документальные фильмы, новости и живой футбол. Основной сигнал генерируется TV Globo в Рио-де-Жанейро и передается через спутник различным международным дистрибьюторам. Доступ к каналу осуществляется через местных операторов кабельного или спутникового телевидения. В настоящее время они доступны в 137 странах на четырех материках: в Африке, Америке, Евразии и Австралии.
Сетка вещания TVGI аналогична сетке вещания TV Globo в Бразилии, но поскольку это международный канал, не все программы, созданные в Бразилии, могут быть показаны (из-за международных прав на трансляцию). Переключатели также выполняются в сетке программ для своих абонентов в 115 странах, чтобы предлагать больше возможностей. TVGI, помимо мыльных опер и мини-сериалов, выпускаемых TV Globo в Бразилии, также транслирует телевизионные новостные программы, такие как Hora Um, Bom Dia Brasil, Jornal Hoje, Jornal Nacional и Jornal da Globo, живые футбольные, юмористические и аудиальные программы, кроме 3 романов, выставленных в настоящее время в Бразилии. Главы будут транслироваться на следующий день после передачи в Бразилии из-за различий в часовом поясе и редактирования. То же самое происходит и с серией. В случае Vale a Pena Ver de Novo теленовела, переданная в определенную область, не обязательно будет той же, что и в Бразилии. Сериалы, такие как «Диарист», «Кассета» и «Срочная планета», «Большая семья Гекса» и «Котёл», «Доминго до Фаустау» и «Зора Итого», также транслируются TVGI. Абонент может следить за матчами чемпионата Бразилии, Кубка Бразилии и некоторых чемпионатов штата. TV Globo Internacional также транслирует бразильский карнавал, национальные фильмы, программу Jô, Esporte Espetacular.
Все еще передает собственные постановки Planeta Brasil USA, Planeta Brasil Japan, Cá We, Conexões e Aprendendo Japonês, в которой представлены лучшие бразильские общины за рубежом.

## Страны вещания
Globo доступен через кабель и / или спутник на четырех материках, в зависимости от географического региона.

### Америка
- Канада
- Доминика
- Мексика
- Аруба
- Коста-Рика
- Кюрасао
- Гватемала
- Гондурас
- Панама
- Гаити
- Сальвадор
- Аргентина
- Боливия
- Чили
- Колумбия
- Парагвай
- Перу
- США
- Суринам
- Уругвай
- Венесуэла
- Эквадор

На американском континенте, помимо канала Globo Internacional, который транслируется почти одновременно с бразильским программированием и оригинальным аудио, станция имеет Tv Passiones из Hemisphere Media Group в качестве основного партнера в Латинской Америке и США ежедневные мыльные оперы и серии Глобу, которые выставляются на испанском языке.

### Африка
- Ангола
- Алжир
- Ботсвана
- Бурунди
- Габон
- Гана
- Гвинея-Бисау
- Замбия
- Зимбабве
- Египет
- Кения
- Кабо-Верде
- Республика Конго
- Кот-д’Ивуар
- Ливия
- Малави
- Марокко
- Мозамбик
- Намибия
- Сан-Томе и Принсипи
- Эсватини
- Сенегал
- Сьерра-Леоне
- Танзания
- Тунис
- Уганда
- Эфиопия
- ЮАР

### Евразия
- Австрия
- Азербайджан
- Албания
- Андорра
- Армения
- Афганистан
- Бахрейн
- Беларусь
- Бельгия
- Болгария
- Босния и Герцеговина
- Бруней
- Бутан
- Великобритания
- Венгрия
- Восточный Тимор
- Германия
- Гонконг
- Греция
- Грузия
- Дания
- Израиль
- Индия
- Индонезия
- Иордания
- Иран
- Ирак
- Ирландия
- Исландия
- Испания
- Италия
- Республика Корея
- Казахстан
- Катар
- Кипр
- Кыргызстан
- Китай
- Кувейт
- Латвия
- Ливан
- Литва
- Лихтенштейн
- Люксембург
- Макао
- Северная Македония
- Малайзия
- Мальта
- Молдова
- Монголия
- Нидерланды
- Норвегия
- ОАЭ
- Оман
- Государство Палестина
- Польша
- Португалия
- Россия
- Румыния
- Саудовская Аравия
- Сербия
- Сингапур
- Сирия
- Словакия
- Словения
- Таджикистан
- Туркменистан
- Турция
- Узбекистан
- Украина
- Филиппины
- Финляндия
- Франция
- Хорватия
- Черногория
- Чехия
- Швейцария
- Швеция
- Эстония
- Япония

### Австралия
- Австралия
- Новая Зеландия